# Asociación Zaragozana de Amigos del Ferrocarril y Tranvías
La Asociación Zaragozana de Amigos del Ferrocarril y Tranvías (comúnmente denominada AZAFT) es una asociación sin ánimo de lucro, declarada de utilidad pública, fundada en 1979. Entre los fines de la Asociación destacan las ideas de “agrupar, fomentar y desarrollar la afición a los ferrocarriles y tranvías en general, tanto en miniatura como reales”. Posee convenios de colaboración con la Diputación Provincial de Zaragoza, la Fundación de los Ferrocarriles Españoles, ENDESA, la Compañía Internacional de Coches Camas (CIWL) y la S.E. Correos y Telégrafos. Gracias a dichos convenios se ha conseguido rescatar del desguace o del olvido valiosas piezas ferroviarias, algunas de las cuales han sido ya restauradas y se encuentran en funcionamiento.
Con este material ferroviario se han formado variados trenes de época con los que se efectúan, desde el año 1987, múltiples viajes especiales, que han contado en muchas ocasiones con el aliciente de la tracción con vapor.

## Historia
Fundada en 1979 por varios entusiastas zaragozanos, con la idea de recuperar la tradición sobre el ferrocarril en Zaragoza y Aragón. Renfe cedió para dependencias una parte de la antigua estación de Delicias (también llamada Caminreal), la cual entonces ya no tenía servicio de viajeros, únicamente de mercancías. 

## Museo del Transporte y la Comunicación
El Museo del Transporte y la Comunicación de Aragón es una propuesta de proyecto ideada en los años 90 para servir a Zaragoza de un importante museo formado, entre otras cosas, por la colección de vehículos y elementos ferroviarios de la asociación. El museo fue aprobado por el Consejo de Ministros en 1998 y comenzaron las obras en el año 2000, llegándose a invertir más de 750 millones de pesetas en instalaciones y espacios expositivos para el material.
La propuesta de museo iba guiada por la idea de Aragón como un nudo de caminos, proponiendo un museo moderno e innovador.

## Los viajes de la AZAFT

### Historia de los viajes
Desde que posee material histórico bajo su custodia, la AZAFT ha realizado gran cantidad de viajes (regulares y chárter) por diferentes lugares de la geografía española. Estos viajes, en ocasiones, han surgido como colaboración con diferentes instituciones que han requerido la presencia del tren histórico en diferentes actos, festividades o conmemoraciones. En otras ocasiones, los viajes han sido realizados por propia iniciativa de la asociación, con el objetivo de llevar de excursión a socios y acompañantes a distintos destinos turísticos. Además, los trenes de la AZAFT se han puesto en marcha en múltiples ocasiones para participar en rodajes cinematográficos, habiendo aparecido en películas como “En brazos de la mujer madura” (1996),  en un famoso spot publicitario de una colonia con Antonio Banderas (1999), y en otras series, cortos y anuncios.
Algunas de las circulaciones en las que los trenes de AZAFT han participado tradicionalmente:
- Tren de Reyes: Durante varios años, cada 5 de enero, los trenes históricos de la AZAFT fueron los encargados de transportar a SS. MM. Los Reyes Magos de Oriente (incluida su corte y los regalos de los niños) a distintos lugares de la provincia: Calatayud, Ariza, Alhama de Aragón, Caspe, Zaragoza, Épila, etc.

- Tren del Tambor: Durante 10 años consecutivos, de 1991 al 2000, cada Viernes Santo la locomotora "Escatrón" se encaminaba con su tren hacia La Puebla de Hijar para llevar a los viajeros a vivir la impresionante Semana Santa del Bajo Aragón.

- Tren del Vino: Desde 1993 hasta 1997, cada mes de septiembre, la AZAFT participaba en la Fiesta de la Vendimia organizada por la Denominación de Origen Campo de Cariñena poniendo un tren para facilitar la asistencia y participación en los actos festivos, siendo un reclamo el que dicha circulación era realizada por un tren histórico remolcado por una locomotora de vapor.

- Tren de la Asociación: A lo largo del año, uno de los viajes más añorados por los aficionados al ferrocarril ha sido el tren de la asociación, donde se realizaba una visita a un destino que poseyera cierto atractivo ferroviario: el Museo del Ferrocarril de Madrid, la inauguración del AVE o el Museo Vasco del Ferrocarril han sido algunas de las citas a las que los socios de la asociación han tenido el gusto de asistir en su propio material.

### El Tren Azul

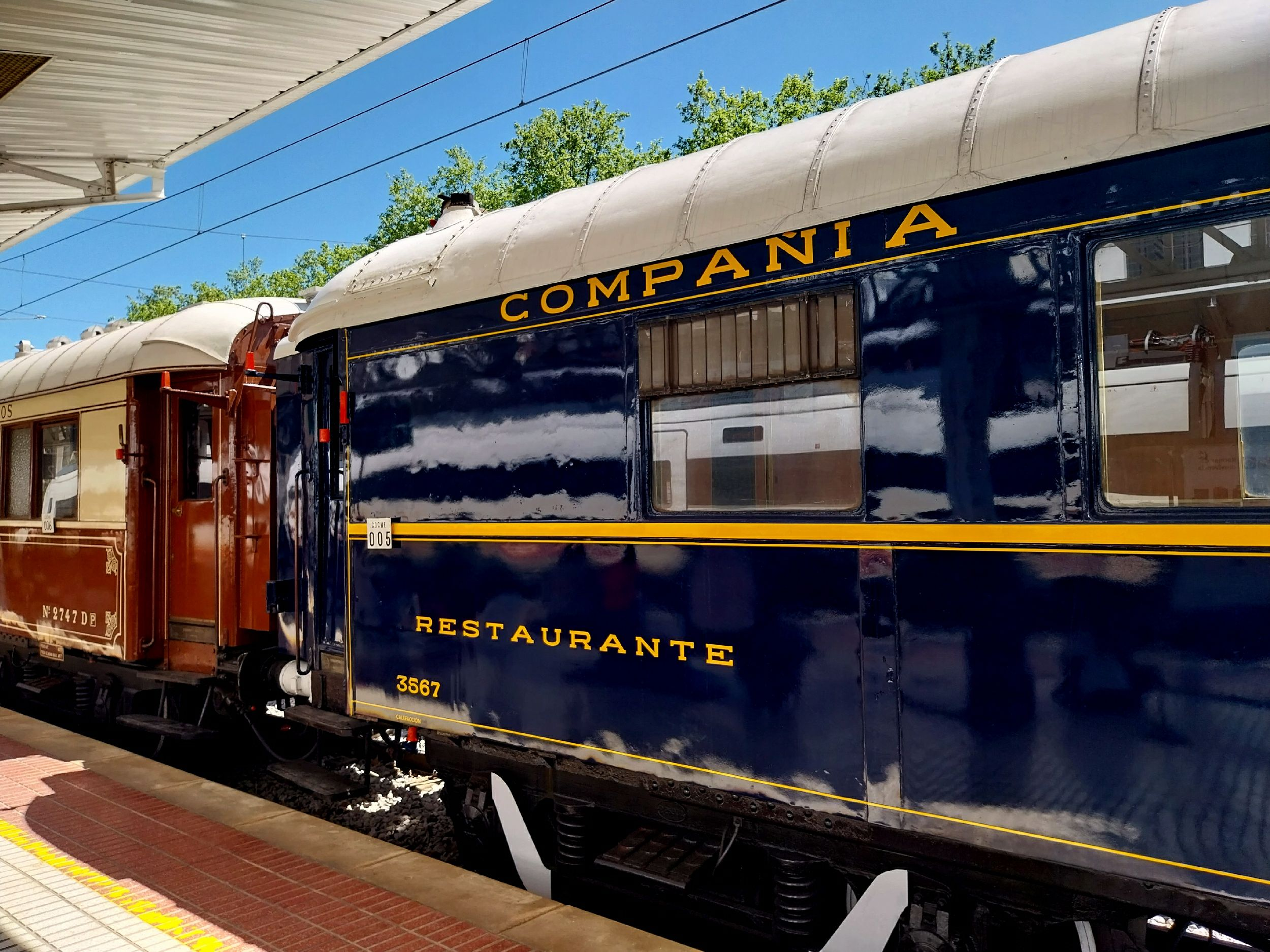
Tren Azul de la AZAFT operado por ALSA Rail en su servicio Diurno Zaragoza-Vitoria

El Tren Azul es la denominación de la composición que actualmente tiene la AZAFT en servicio para realizar sus viajes históricos. Desde 2008, el Tren Azul ha sido una circulación habitual en el estrecho panorama de trenes históricos que circulan por la red nacional de Adif. 
Los motivos por los que ha circulado son muy variados: la celebración de efemérides ferroviarias como el 150 Aniversario del Ferrocarril en Martorell o el 150 Aniversario de los ambulantes postales. En otras ocasiones han sido viajes organizados por instituciones, como el tren de las Edades del Hombre (Miranda de Ebro-Aranda de Duero), o “El Canfranero” (Sabiñánigo-Canfranc). Y, en otras muchas ocasiones, han sido viajes organizados por la AZAFT para sus socios y acompañantes a diferentes destinos turísticos, teniendo su inicio de ruta en Casetas y acudiendo a destinos como Calatayud, Tudela, Lérida, etc.
El Tren Azul evoca a los grandes expresos de mediados del siglo XX que recorrieron Europa. Su composición está formada por diversos vehículos ferroviarios, entre ellos varios coches-cama de la antigua y lujosa CIWL, un coche restaurante de los años 30 (también perteneciente a la CIWL), y antiguos furgones postales de Correos en cuyo interior se alberga un museo postal sobre ruedas que ameniza el trayecto a los viajeros del Tren Azul. En ocasiones, la tracción ha sido aportada por locomotoras preservadas (tales como la 7702 de AZAFT o la 269.604 de la AAFM), y en otras ocasiones la tracción ha sido puesta por Renfe.

## Campaña de Mecenazgo de laLocomotora Baldwin I
El 19 de noviembre de 2014 se presenta la campaña de mecenazgo de la Baldwin I, locomotora de vapor fabricada en 1920 en Baldwin Locomotive Works, en Filadelfia. Esta funcionó en la Azucarera de Tudela y posteriormente en el Ferrocarril Andorra-Escatrón, siendo usada para maniobras principalmente. En 1985 fue salvada de desguace y cedida por Endesa a la AZAFT, momento en el cual se restauró y participó en diversos viajes, grabaciones de películas, etc. En 1999 se encendió por última vez, debido a algunos fallos mecánicos. Motivados por la idea de Pedro Navarro, antiguo trabajador del taller de Renfe, de escribir un libro cuyos beneficios se usaran para la restauración de la locomotora, se decidió crear la campaña de mecenazgo para que se sufragaran los gastos de forma popular.

## Colección
- Carde y Escoriaza
- Vapor de Endesa (Ferrocarril Andorra-Escatrón)
- Compañía Internacional de Coches Camas
- Correos
- Vía Estrecha
- Otros vehículos